# 閼與之戰
閼與之戰發生於前270-269年，戰國時代秦國攻打趙國的一場戰爭。

## 背景
前281年，秦國攻取趙國藺、離石、祁拔三城後，趙國以公子郚為質子，並與秦簽訂以焦、魏、牛狐交換藺、離石、祁拔三城的協議，但其後趙惠文王反悔。秦昭襄王大怒，以趙國不履行協議為由，於前270年派將軍胡陽率領大軍攻打趙國閼與。
趙惠文王先後急召廉頗、樂乘等名將詢問對策，他們一致認為道路過於遙遠，路狹難救。趙王又問趙奢，趙奢獨排眾議，表示閼與地勢險狹，猶如兩鼠鬥於穴中，只要將士勇敢就可獲勝。後世稱之「狹路相逢將勇者勝」。趙惠文王決定讓趙奢率軍救援閼與。

## 過程
趙奢軍在離開邯鄲三十里後迅即築壘紮營，按兵不動。並傳令軍中：「有敢於談及軍事者，一律斬首」，駐屯近二十八日之久，繼續增強營壘防禦，以隱蔽趙軍的作戰企圖。秦軍分兵兩路，一路進兵屯於武安(今河北省武安縣西南)西面，擊鼓吶喊，欲誘趙軍援救武安，鉗制趙軍。趙奢立即斬殺一名要求救援武安的士兵，不為秦軍所動。
秦軍派細作潛入趙國軍營探聽虛實，趙奢佯作不知，令屬下讓其任意活動，以麻痹秦軍。秦軍細作把趙軍情況告於胡陽。胡陽大喜，認為趙國援軍只想保住邯鄲，閼與即可攻取，放鬆了對趙奢這支援軍的戒備。趙奢遂率領全軍偃旗息鼓，疾馳兩天一夜，趕到距閼與城五十里處築壘設營。被拋在武安的秦軍才知道中計，儘快趕至閼與迎戰。趙奢採納軍士許曆的建議，發兵萬人搶佔閼與北山的高地，佔據有利地形。當秦軍後到北山時，攻山不下。趙奢乘勢居高臨下，俯擊秦軍。秦軍不支，死傷逃散過半，大敗而歸，閼與之圍遂解。

## 影響
閼與之戰後，趙奢被賜號為馬服君，獲得與廉頗、藺相如同等的地位，立功的許曆獲封為國尉。